# الكويت في الألعاب الأولمبية الصيفية للشباب 2014
شاركت الكويت في الألعاب الأولمبية الصيفية للشباب 2014، التي أقيمت في نانجينغ، الصين في الفترة من 16 أغسطس إلى 28 أغسطس 2014.

## ألعاب القوى
تأهلت الكويت باثنين من الرياضيين.
أسطورة التأهل: Q=النهائي أ (ميدالية)؛ qB=النهائي ب (بدون ميدالية)؛ qC=النهائي ج (بدون ميدالية)؛ qD=النهائي د (بدون ميدالية)؛ qE=النهائي هـ (بدون ميدالية)
فئة الذكور
سباقات المضمار والطريق
| الرياضي      | المسابقة                                                              | التصفيات | التصفيات | النهائي | النهائي |
| الرياضي      | المسابقة                                                              | النتيجة  | الترتيب  | النتيجة | الترتيب |
| ------------ | --------------------------------------------------------------------- | -------- | -------- | ------- | ------- |
| مشعل المطيري | ألعاب القوى في الألعاب الأولمبية الصيفية للشباب 2014 – 100 متر للذكور | 10.82    | 7 Q      | 10.80   | 5       |

المسابقات الميدانية
| الرياضي    | المسابقة                                                                   | التصفيات | التصفيات | النهائي | النهائي |
| الرياضي    | المسابقة                                                                   | المسافة  | الترتيب  | المسافة | الترتيب |
| ---------- | -------------------------------------------------------------------------- | -------- | -------- | ------- | ------- |
| مبارك قنبر | ألعاب القوى في الألعاب الأولمبية الصيفية للشباب 2014 – الوثب الطويل للذكور | 6.71     | 11 qB    | 6.50    | 11      |

## المبارزة
تأهل لاعب واحد من الكويت بناءً على أدائه في بطولة العالم للناشئين 2014 التابعة للاتحاد الدولي للمبارزة.
فئة الذكور
| الرياضي      | المسابقة                                                                | الدور التمهيدي | التصنيف | دور الـ16                               | ربع النهائي     | نصف النهائي     | النهائي / مباراة الميدالية البرونزية | الترتيب |
| الرياضي      | المسابقة                                                                | المنافس النتيجة | التصنيف | المنافس النتيجة                         | المنافس النتيجة | المنافس النتيجة | المنافس النتيجة                      | الترتيب |
| ------------ | ----------------------------------------------------------------------- | --- | ------- | --------------------------------------- | --------------- | --------------- | ------------------------------------ | ------- |
| بندر الشملان | المبارزة في الألعاب الأولمبية الصيفية للشباب 2014 – سيف المبارزة للذكور | يان يينغوي (الصين) · خ 2 – 5 · تيودور كوكو (رومانيا) · خ 2 – 5 · كيم دونغجي (كوريا الجنوبية) · خ 3 – 5 · مرتضى الموسوي (العراق) · ف 5 – 4 · مصطفى أيمن (مصر) · ف 5 – 1 · إيفان إيلين (روسيا) · خ 4 – 5 | 11      | كيم دونغجي (كوريا الجنوبية) · خ 12 – 15 | لم يتأهل        | لم يتأهل        | لم يتأهل                             | 12      |

## الرماية
حصلت الكويت على بطاقة دعوة للمشاركة من اللجنة الثلاثية.
الفردي
| الرياضي    | المسابقة                                                                         | التصفيات | التصفيات | النهائي  | النهائي  |
| الرياضي    | المسابقة                                                                         | النقاط   | الترتيب  | النقاط   | الترتيب  |
| ---------- | -------------------------------------------------------------------------------- | -------- | -------- | -------- | -------- |
| هبة أرزوقي | الرماية في الألعاب الأولمبية الصيفية للشباب 2014 – بندقية الهواء 10 أمتار للبنات | 408.6    | 11       | لم تتأهل | لم تتأهل |

الفرق
| الرياضيون                                         | المسابقة                                                                             | التصفيات | التصفيات | دور الـ16       | ربع النهائي     | نصف النهائي     | النهائي / مباراة الميدالية البرونزية | الترتيب  |
| الرياضيون                                         | المسابقة                                                                             | النقاط   | الترتيب  | المنافس النتيجة | المنافس النتيجة | المنافس النتيجة | المنافس النتيجة                      | الترتيب  |
| ------------------------------------------------- | ------------------------------------------------------------------------------------ | -------- | -------- | --------------- | --------------- | --------------- | ------------------------------------ | -------- |
| هبة أرزوقي (الكويت) · توموهيكو هاسيغاوا (اليابان) | الرماية في الألعاب الأولمبية الصيفية للشباب 2014 – فرق مختلطة بندقية الهواء 10 أمتار | 802.4    | 19       | لم يتأهل        | لم يتأهل        | لم يتأهل        | لم يتأهل                             | لم يتأهل |

## السباحة
تأهل سبّاح واحد من الكويت.
فئة الذكور
| الرياضي         | المسابقة                                                               | التصفيات | التصفيات | نصف النهائي | نصف النهائي | النهائي  | النهائي  |
| الرياضي         | المسابقة                                                               | الزمن    | الترتيب  | الزمن       | الترتيب     | الزمن    | الترتيب  |
| --------------- | ---------------------------------------------------------------------- | -------- | -------- | ----------- | ----------- | -------- | -------- |
| وليد عبد الرزاق | السباحة في الألعاب الأولمبية الصيفية للشباب 2014 – 50 متر فراشة للذكور | 26.62    | 38       | لم يتأهل    | لم يتأهل    | لم يتأهل | لم يتأهل |